# Klaus Müller (Badminton)
Klaus Müller (* 29. August 1941 in Greifswald) ist ein ehemaliger deutscher Badmintonspieler.
1963 gewann er im Herrendoppel mit Volker Herbst bei den Juniorenmeisterschaften seinen ersten Titel in der DDR. Erst sechs Jahre später folgte mit Bronze im Herreneinzel sein erster Medaillengewinn bei den Erwachsenen. 1969 kam sein Team Einheit Greifswald bei den DDR-Mannschaftsmeisterschaften ebenfalls erstmals zu Medaillenehren. 1972 holte Greifswald unter starker Mithilfe Müllers den Titel zum ersten Mal an den Bodden, um ihn bis zum Ende der DDR nicht mehr abzugeben. Bis 1977 stand dabei auch Klaus Müller ununterbrochen in der Stammformation. Drei weitere Titel folgten 1980, 1983 und 1984. Sein größter Erfolg in den Einzeldisziplinen blieb der Meistertitel im Herrendoppel mit Edgar Michalowski 1973.

## Sportliche Erfolge

### Nationale Titel
| Veranstaltung                    | Saison    | Disziplin    | Sieger |
| -------------------------------- | --------- | ------------ | --- |
| DDR-Einzelmeisterschaft AK 16/17 | 1962/1963 | Herrendoppel | Volker Herbst / Klaus Müller (DHfK Leipzig) |
| DDR-Mannschaftsmeisterschaft     | 1971/1972 | Mannschaft   | Einheit Greifswald (Edgar Michalowski, Erfried Michalowsky, Klaus Müller, Hubert Wagner, Jürgen Schulz, Ralf Peters, Hans-Peter Bösel, Jürgen Brösel, Angela Cassens, Spörke, Christine Zierath)                     |
| DDR-Mannschaftsmeisterschaft     | 1972/1973 | Mannschaft   | Einheit Greifswald (Erfried Michalowsky, Edgar Michalowski, Klaus Müller, Ralf Peters, Michael Franz, Hubert Wagner, Christine Zierath, Renate Thurow, Angela Michalowski)                                           |
| DDR-Einzelmeisterschaft          | 1972/1973 | Herrendoppel | Klaus Müller / Edgar Michalowski (Einheit Greifswald) |
| DDR-Mannschaftsmeisterschaft     | 1973/1974 | Mannschaft   | Einheit Greifswald (Erfried Michalowsky, Edgar Michalowski, Klaus Müller, Hubert Wagner, Hans-Peter Meyer, Jürgen Müller, Dieter Spaller, Jürgen Schulz, Angela Michalowski, Christine Zierath, Brigitte Schröder)   |
| DDR-Mannschaftsmeisterschaft     | 1974/1975 | Mannschaft   | Einheit Greifswald (Edgar Michalowski, Erfried Michalowsky, Norbert Michalowsky, Hubert Wagner, Klaus Müller, Michael Franz, Christine Zierath, Renate Thurow, Ilona Michalowsky)                                    |
| DDR-Mannschaftsmeisterschaft     | 1975/1976 | Mannschaft   | Einheit Greifswald (Edgar Michalowski, Erfried Michalowsky, Hans-Peter Apler, Klaus Müller, Uwe Kämmer, Norbert Michalowsky, Jürgen Brösel, Angela Michalowski, Christine Zierath, Renate Thurow, Ilona Michalowsky) |
| DDR-Mannschaftsmeisterschaft     | 1976/1977 | Mannschaft   | Einheit Greifswald (Edgar Michalowski, Erfried Michalowsky, Michael Franz, Norbert Michalowsky, Klaus Müller, Renate Thurow, Angela Michalowski, Christine Zierath)                                                  |
| DDR-Seniorenmeisterschaft AK I   | 1978/1979 | Herreneinzel | Klaus Müller (Einheit Greifswald) |
| DDR-Mannschaftsmeisterschaft     | 1979/1980 | Mannschaft   | Einheit Greifswald (Edgar Michalowski, Erfried Michalowsky, Michael Franz, Thomas Mundt, Klaus Müller, Norbert Michalowsky, Petra Michalowsky, Christine Zierath, Ilona Michalowsky, Angela Michalowski)             |
| DDR-Seniorenmeisterschaft AK I   | 1979/1980 | Herreneinzel | Klaus Müller (Einheit Greifswald) |
| DDR-Mannschaftsmeisterschaft     | 1982/1983 | Mannschaft   | Einheit Greifswald (Erfried Michalowsky, Edgar Michalowski, Norbert Michalowsky, Thomas Mundt, Uwe Kämmer, Klaus Müller, Birgit Kämmer, Ilona Ryk)                                                                   |
| DDR-Mannschaftsmeisterschaft     | 1983/1984 | Mannschaft   | Einheit Greifswald (Erfried Michalowsky, Edgar Michalowski, Norbert Michalowsky, Thomas Mundt, Klaus Müller, Frank Brandenburg, Uwe Kämmer, Mike Joseph, Petra Michalowsky, Birgit Kämmer, Kerstin Bohn)             |